# Vietorogas bachma
Vietorogas bachma är en stekelart som beskrevs av Long 2008. Vietorogas bachma ingår i släktet Vietorogas och familjen bracksteklar. Inga underarter finns listade i Catalogue of Life.